# 拜氏胸麗魚
拜氏胸麗魚，為輻鰭魚綱鱸形目隆頭魚亞目慈鯛科的其中一種，分布於非洲安哥拉及那米比亞的庫內內河流域，體長可達14公分，棲息在植被生長、沙底質水域，生活習性不明。

## 擴展閱讀
維基物種上的相關：拜氏胸麗魚